# 胡道輝
胡道輝，SBS，JP（1940年10月1日—），前香港差餉物業估價署署長。1966年1月加入香港政府任職差餉物業估價主任。1971年10月晉升為高級差餉物業估價主任，1974年12月升為首席差餉物業估價主任，1979年1月升為差餉物業估價署助理署長，1985年11月升為差餉物業估價署副署長，1989年10月至1999年2月任差餉物業估價署署長。
胡道輝服務政府34年，盡心竭力服務差餉物業估價署，表現卓越，貢獻良多，於1999年獲頒授銀紫荊星章。